# Carol Shields
Carol Ann Shields z domu Warner (ur. 2 czerwca 1935 w Oak Park w stanie Illinois, zm. 16 lipca 2003 w Victorii w Kanadzie) – amerykańska powieściopisarka i poetka.

## Życie
Urodziła się na przedmieściach Chicago. W wieku trzydziestu kilku lat zaczęła tworzyć literaturę piękną i poezję. Studiowała na uniwersytecie w Exeter (Anglia), następnie przez ponad 20 lat wykładała na różnych uczelniach: początkowo na uniwersytecie w Ottawie, później na Uniwersytecie Kolumbii Brytyjskiej i uniwersytecie w Winnipeg. Razem z mężem wychowywała pięcioro dzieci. Zajęła się pisarstwem, bo, jak twierdziła, nie mogła znaleźć dobrej książki. Otrzymała liczne nagrody i tytuły honorowe za swe powieści, które ukazują codzienne chwile szczęścia w sposób głęboko ludzki. Jest jedyną pisarką wyróżnioną zarówno amerykańską Nagrodą Pulitzera, jak i kanadyjską Canadian Governor General's Award. Carol Shields zmarła na raka piersi.

## Dzieła
Powieści:
- Small Ceremonies (1976)
- The Box Garden (1977)
- A Fairly Conventional Woman (1982)
- Zagadka wiecznego pióra (Swann, 1987)
- Republika miłości (The Republic of Love, 1992)
- Kronika ryta w kamieniu (The Stone Diaries, 1993) - bezpretensjonalna Daisy Goodwill opowiada historię swojego życia, ukazując swoją przeszłość od dzieciństwa do wieku dojrzałego na tle wydarzeń XX wieku
- Przyjęcie u Larry'ego (Larry's Party, 1997) - Larry Weller, stojąc pośrodku labiryntu w Hampton Court w Londynie doznaje olśnienia; uświadamia sobie, że może zacząć robić coś ważnego w swym życiu - budowanie labiryntów. Utwór został także zaadaptowany na musical
- Dressing Up for the Carnival (2000)
- Unless (2002) - najbardziej feministyczne w wymowie[1] dzieło Shields. Bohaterka jest pisarką i tłumaczką, która zastanawia się, dlaczego jej córka przenosi się na róg jednej z ulic Toronto przesiadując tam z tabliczką, na której widnieje napis Dobroć. Powieść znalazła się na liście 10 ulubionych książek w Wielkiej Brytanii napisanych przez kobiety[1]. Doczekała się także adaptacji teatralnej córki autorki i znalazła się w grupie finalistów do Nagrody Bookera w dziedzinie literatury pięknej za rok 2003

Opowiadania:
- Orange Fish (1989)

Dramaty:
- Departures and Arrivals (1990)
- Thirteen Hans and Other Plays (2001)

Poezja:
- Others (1972)
- Intersect (1974)
- Coming to Canada (1992)

Biografie:
- Jane Austen (2001) - biografia angielskiej pisarki Jane Austen z przełomu XVIII i XIX wieku. Shields zdobyła za nią prestiżową nagrodę Charles Taylor Award.